# La abolición de la esclavitud en las colonias francesas en 1848
La abolición de la esclavitud en las colonias francesas en 1848 es un cuadro del pintor francés François-Auguste Biard realizado en 1849. Aunque su obra sobresale en pintura de género esta representa el acto que causó la proclama del Decreto del 27 de abril de 1848 permitiendo la abolición de la esclavitud en el imperio francés.Se conserva en el Palacio de Versalles.
Aunque la Revolución francesa abolió la esclavitud en 1794, Napoleón Bonaparte la había restablecido en 1802 ante la presión de los aristócratas antillanos.
No sería hasta la segunda república francesa que el subsecretario de Estado en la Marina en 1848, Victor Schoelcher (1804-1893), como principal responsable de la abolición de la esclavitud en las colonias francesas, la pusiera en marcha. El Reino Unido lo había hecho en 1834, pero otras naciones como los Estados Unidos, Portugal o España aún tardarían años.